# Selección de fútbol sub-17 de la Unión Soviética
La selección de fútbol sub-17 de la Unión Soviética fue el equipo que representó al país en la Copa Mundial de Fútbol Sub-17 y en la Eurocopa Sub-17, aunque los hicieron como equipo sub-16. Era controlada por la Federación de Fútbol de la Unión Soviética.

## Historia
Creada en 1982, siguieron el reglamento existente y fueron un equipo sub-16 para los torneos continentales y participaron en la Copa Mundial de Fútbol Sub-17 en 9 ocasiones, en donde obtuvieron un título en la edición de 1987 en Canadá, aunque no participaron constantemente en los últimos años de existencia de la Unión Soviética.
También participaron en 6 ocasiones en la Eurocopa Sub-17, en donde ganaron la edición de 1985, pero luego de la desaparición de la Unión Soviética el 26 de diciembre de 1991 no pudieron clasificarse a su última oportunidad de jugar en la Eurocopa Sub-17 de 1992, con lo que fue la última aparición de esta selección en un torneo competitivo porque cada país que pertenecía a la Unión Soviética formó su propia selección.
Rusia, que surgió después, no es reconocida como la sucesora de la Unión Soviética, aunque es la que más jugadores aporta luego de que se dividieran en 15 selecciones: 11 en UEFA y 4 en la AFC.

## Palmarés
- Copa Mundial de Fútbol Sub-17:
  -  Campeón (1): 1987.

- Eurocopa Sub-17:
  -  Campeón (1): 1985.
  -  Subcampeón (2): 1984, 1987.
  -  Tercero (1): 1986.